# توسیلیزومب
توسیلیزومَب (انگلیسی: Tocilizumab) که با نام آتلیزومَب هم شناخته می‌شود، یک داروی سرکوب‌کننده سیستم ایمنی است که بیشتر در درمان روماتیسم مفصلی و آرتریت ایدیوپاتیک گستردهٔ جوانان (نوعی آرتریت شدید در کودکان) استفاده می‌شود.
این دارو، پادتن انسانی‌شدهٔ گیرندهٔ اینترلوکین ۶ است. اینترلوکین ۶ یکی از انواعِ سیتوکین‌هاست که نقش حیاتی و مهمی در سیستم ایمنی بدن انسان ایفا می‌کند و در پاتوژنز اختلالاتی نظیر بیماری‌های خودایمنی، مولتیپل میلوما و سرطان پروستات نقش دارد.
این دارو با همکاری شرکت‌های داروسازی هوفمان-لا روش و «چوگای فارما» ساخته شده‌است.
از این دارو، در درمان سندرم دویک، آرتریت گیجگاهی و سندرم کَسلمن (نوعی تومور خوش‌خیم لنفوسیت بی) هم استفاده شده‌است.

## کروناویروس
در چین و ایتالیا یک دوره درمانی تجربی با این دارو برای کنترل کرونا ویروس درحال انجام است.
نخستین نتایج یک کارآزمایی بالینی که توسط محققان فرانسوی بر روی این دارو انجام شده‌است امیدبخش بوده و از آن به‌عنوان خبری خوب در میان انبوه تحقیقات جاری یاد کرده‌اند. این کارآزمایی بالینی که بر روی ۱۲۹ بیمار مبتلا به کووید-۱۹ با عفونت حاد ریه انجام شد، نشان داد که تجویز توسیلیزومب، نقش مؤثری در جلوگیری از واکنش‌های شدید و غیرطبیعی سیستم ایمنی موسوم به «طوفان سیتوکین» در بدن برخی بیمارانِ بسیار بدحال ایفا کرده، و از وخامت حال بیماران و حتی مرگ آنها نیز جلوگیری به عمل آورده‌است.
سازمان بهداشت جهانی طی مقاله ای در وبسایت خود، این دارو را برای درمان و کاهش عوارضِ ناشی از ابتلا به ویروس COVID-19، پیشنهاد نموده‌است.